# تونیا لی ویلیامز
تونیا لی ویلیامز (انگلیسی: Tonya Lee Williams؛ زادهٔ ۱۲ ژوئیهٔ ۱۹۵۸) یک هنرپیشه اهل کانادا است. وی از سال ۱۹۸۰ میلادی تاکنون مشغول فعالیت بوده‌است.